# Aplomya confinis
Aplomya confinis là một loài ruồi trong họ Tachinidae.